# 泰特利物浦
泰特利物浦（英語：Tate Liverpool）是位於英國默西賽德郡利物浦的一座國立的近現代美術館，和泰特不列顛、泰特现代美术馆等並為泰特美術館的成員。泰特利物浦也是倫敦以外英格蘭最大的近現代美術館。

## 历史
美術館開業於1988年。